# Paola Mancini
Paola Mancini (Asola, 4 novembre 1973) è una politica italiana.

## Biografia
È stata consigliere provinciale di Mantova, nonché consigliere comunale e assessore di Castel Goffredo.
Alle elezioni politiche del 2022 viene eletta Senatore per Fratelli d'Italia nel collegio plurinominale di Milano.
Alle elezioni amministrative comunali 2023 viene eletta consigliere comunale di minoranza della città di Castel Goffredo